# Fort Pierce
Apalachicola város az USA Florida államában, St. Lucie megyében, melynek megyeszékhelye is. Lakosainak száma 47 297 fő (2020. április 1.).

## Népesség
A település népességének változása:

| 2010 | 41 590 |
| 2020 | 47 297 |